# Mejlby (Randers)
Mejlby is een plaats in de Deense regio Midden-Jutland, gemeente Randers, en telt 617 inwoners (2007).